# テルグリュック＝シュル＝メール
テルグリュック＝シュル＝メール （Telgruc-sur-Mer、ブルトン語:Terrug）は、フランス、ブルターニュ地域圏、フィニステール県のコミューン。

## 地理

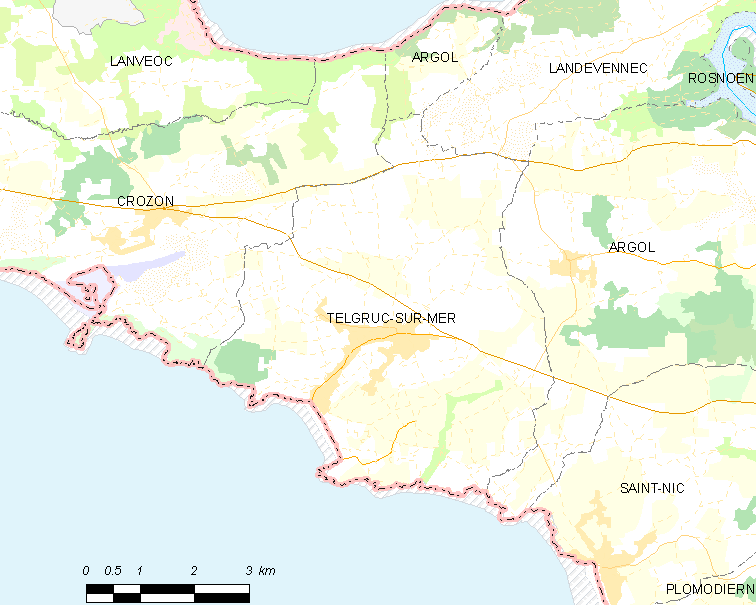
テルグリュック＝シュル＝メールの位置

クロゾン半島の南東、ドゥアルヌネ湾の北に位置する。

## 由来
名前の由来はブルトン語からきている。talとは正面を意味し、crucとは丘や丘陵を指す。言語学者ベルナール・タンギーは、KrugそしてKrugellは隆起、すなわち「標高の高い土地」に相当すると主張する。そしてtelgrucはブルトン語源から提供された名だとする。ブルトン語での地名Terrugは、11世紀にはTelchruc、12世紀にはThelgruc、18世紀にはTergrucと記されてきた。ネンニウスはまた、『Cruc Ochidientは西の頂である』と記しているが、これは彼がメネゾム山（fr）を認識していたことになる。

## 歴史
コミューンは、1675年にブルターニュで発生した印紙税一揆に関連している。

## 人口統計
| 1962年 | 1968年 | 1975年 | 1982年 | 1990年 | 1999年 | 2006年 | 2010年 |
| ------ | ------ | ------ | ------ | ------ | ------ | ------ | ------ |
| 1875   | 1901   | 1873   | 1838   | 1811   | 1822   | 1979   | 2092   |

参照元:1999年までEHESS、2000年以降INSEE

## 史跡
- サン・マロワール教会 - 1585年完成。資材として使われた石はロクロナンから切り出された。1944年の連合国側の爆撃によって一部が破壊された。

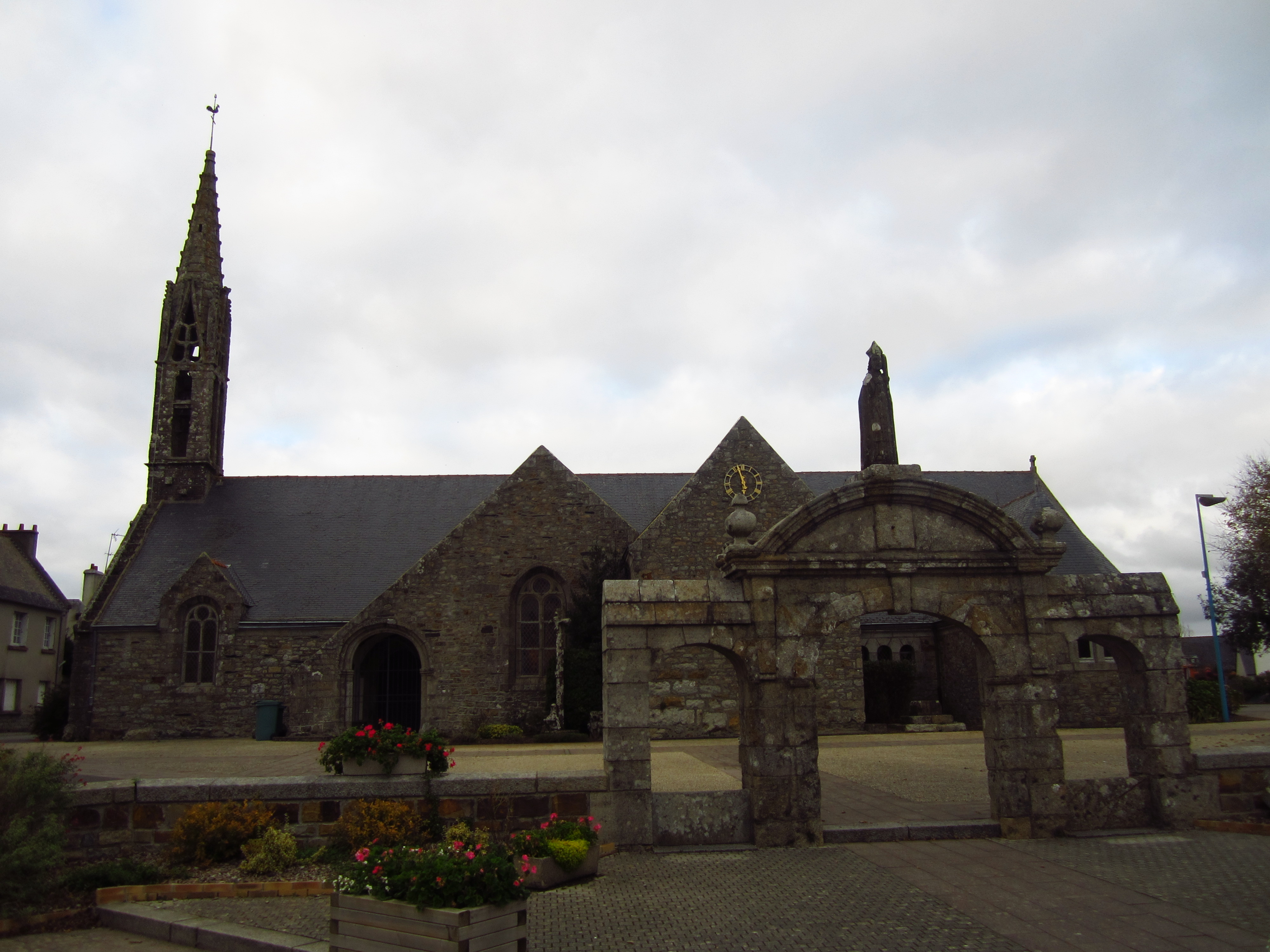
サン・マロワール教会